# Девушка (фильм, 2012, Великобритания)
«Девушка» (англ. The Girl) — британский биографический телевизионный фильм, режиссёра Джулиана Джаррольда по сценарию Гвайнет Хьюз и снятый Би-би-си и HBO Films. Главные роли исполнили Сиенна Миллер в роли Типпи Хедрен и Тоби Джонс в роли Альфреда Хичкока. Фильм основан на книге «Spellbound by Beauty: Alfred Hitchcock and His Leading Ladies» 2009 года биографа Donald Spoto, в которой обсуждаются режиссёр британского происхождения Хичкок и женщина, сыгравшая главные роли в его картинах. Название «Девушка» взято от прозвища,  данного Хичкоком актрисе Хедрен.
«Девушка» дебютировал в США 20 октября 2012 года на телеканале HBO и 26 декабря вышел в эфир в Великобритании на телеканале BBC Two. Джонс и Миллер были представлены в трёх номинациях на премии «Золотой глобус» 2013 года и 2013 British Academy Television Awards за исполнение ими ролей в фильме, что получило смешанные отзывы критиков. Кинокритик Джейн Саймон из таблоида The Daily Mirror оценила образ Хедрен, взяв комментарии у работников коллективов Хичкока: сама Хедрен хотя и одобрила фильм в целом, но отметила, что в нём недостаточно показаны положительные аспекты её отношений с Хичкоком. Другие же, кто знал Хичкока и работал с ним, подвергли фильм критике, потому что в нём режиссёр изображён будто сексуальный хищник. Актриса Ким Новак, снявшаяся в главной роли одного из фильмов Хичкока, а также Нора Браун (вдова одного из близких друзей Хичкока) оспаривают версию событий, изложенных в фильме.

## Описание
Фильм описывает  версию непростых взаимоотношений культового режиссёра Альфреда Хичкока к Хедрен, американской модели и актрисе, которую он  привлёк из относительной безызвестности для главной роли в своём фильме «Птицы» 1963 года. Со своей исполнительницей главных ролей Хичкок теряет голову: когда она отвергает его ухаживания, он во время съёмок «Птиц» подвергает её серии травматических переживаний. Одержимость Хичкока актрисой продолжается, когда она снимается в следующей его работе «Марни». 
Хедрен становится всё более и более некомфортно от внимания к своей персоне и она решает, что нужно найти выход из этой ситуации. Тем не менее, она не может уйти сниматься к другим режиссёрам, так как заключён эксклюзивный контракт с Хичкоком, и это эффективно оканчивает её голливудскую карьеру.

## В ролях
- Тоби Джонс — Альфред Хичкок
- Сиенна Миллер — Типпи Хедрен
- Имельда Стонтон — Альма Ревиль
- Пенелопа Уилтон — Пегги Робертсон
- Конрад Кемп — Эван Хантер
- Кэндис Д’Арси — Джозефин Мильтон
- Карл Бьюкс — Джим Браун
- Эдриан Голли — Мартин Болсам

## Критика
Тони Ли Морал поставил под сомнение точность событий, изображенных в фильме, в частности, их хронология (которые не совпадают с его исследованиями в производственных архивах «Птицы» и «Марни»).
Найджел Фарндейл из The Telegraph похвалил фильм: "Несмотря на то, что он [Хичкок] был изображен в этой изящной драме как манипулятор и мстительный солдафон, его портрет не был несимпатичным" (англ. «Even though he was portrayed in this exquisite drama as a manipulative, vindictive martinet, the portrait was not unsympathetic»).

## Награды и номинации
«Золотой глобус» 2013 (3 номинации):
- Лучший мини-сериал или фильм на ТВ
- Лучший актёр мини-сериала или фильма на ТВ — Тоби Джонс
- Лучшая актриса мини-сериала или фильма на ТВ — Сиенна Миллер

BAFTA TV Award 2013 (1 награда, 7 номинаций):
- Лучшая работа художника-постановщика (Best Production Design) — Дэррил Хаммер (награда)
- Лучший режиссёр (Best Director: Fiction) — Джулиан Джаррольд
- Лучший актёр — Тоби Джонс
- Лучшая актриса — Сиенна Миллер
- Лучший сценарий (Best Writer: Drama) — Гвинет Хьюз
- Лучшая актриса второго плана — Имельда Стонтон
- Лучший грим и причёски — Надин Пригги, Нилл Гортон, Клинтон Смит
- Best Single Drama — Джулиан Джаррольд, Гвинет Хьюз, Аманда Дженкс, Лиэнн Клейн

«Спутник» 2012 (1 номинация):
- Лучшая актриса в мини-сериале или телефильме — Сиенна Миллер

«Эмми» 2013 

Номинации:
- Лучшая мужская роль в мини-сериале или телефильме (Тоби Джонс)  — «For playing 'Alfred Hitchcock'»
- Лучшая женская роль второго плана в мини-сериале или телефильме (Имелда Стонтон)  — «For playing Alma Hitchcock»